# スカーファ
スカーファ（イタリア語: Scafa）は、イタリア共和国アブルッツォ州ペスカーラ県にある、人口約3,700人の基礎自治体（コムーネ）。

## 地理

### 位置・広がり

#### 隣接コムーネ
隣接するコムーネは以下の通り。
- アッバテッジョ
- アランノ
- ボロニャーノ
- レットマノッペッロ
- サン・ヴァレンティーノ・イン・アブルッツォ・チテリオーレ
- トッレ・デ・パッセリ
- トゥッリヴァリニャーニ

## 行政

### 分離集落
スカーファには、以下の分離集落（フラツィオーネ）がある。
- Colle Mampioppo, Colle Pento, Colle Mulino, Tornaturo, De Contra, Pianapuccia, Zappino, Cesare, Marulli, Basilico, Piano d'Orta